# Hamataliwa globosa
Hamataliwa globosa är en spindelart som först beskrevs av F. O. Pickard-Cambridge 1902.  Hamataliwa globosa ingår i släktet Hamataliwa och familjen lospindlar. Inga underarter finns listade i Catalogue of Life.